# Staticobium
Genre
Staticobium est un genre de pucerons de la sous-famille des Aphidinae.

## Habitat et répartition

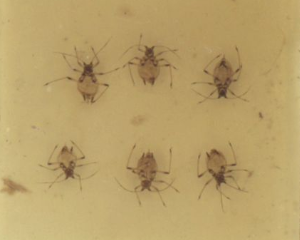
Staticobium limonii.

Ce genre regroupe quatorze espèces similaires à Macrosiphoniella, associées aux plantes de la famille des Plumbaginaceae, dans les marais salants et les habitats côtiers. La taxinomie est très problématique, car plusieurs des espèces nominales sont mal connues et ne sont pas clairement différenciées dans la littérature. Les espèces les mieux connues présentent une grande variation géographique, accentuée par le fait que les populations sont réparties linéairement le long des côtes ou isolées dans des marais salants séparés par des déserts.

## Systématique
Le nom valide complet (avec auteur) de ce taxon est Staticobium, publié en 1914 par l'entomologiste russe Alexandre Mordvilko. L'espèce type est Staticobium otolepidis Nevsky, par désignation ultérieure.
Staticobium a pour synonyme :
- Tuberculaminatus

## Liste des espèces
Selon Aphid Species File (14 novembre 2023) :
- Staticobium caspicum Bozhko, 1961
- Staticobium caucasicum Bozhko, 1961
- Staticobium gmelini Bozhko, 1950
- Staticobium insularum Bozhko, 1959
- Staticobium latifoliae (Bozhko, 1950)
- Staticobium limonii Contarini, 1847
- Staticobium longisetosum Kadyrbekov, 2004
- Staticobium loochooense (Takahashi, 1939)
- Staticobium otolepidis Nevsky, 1928
- Staticobium smailovae Kadyrbekov, 2004
- Staticobium staticis (Theobald, 1923)
- Staticobium strongilosiphon Bozhko, 1961
- Staticobium suffruticosum Kadyrbekov, 2004
- Staticobium zolotarenkoi

## Publication originale
- A. K. Mordvilko, Insectes Hémiptères (Insecta Hemiptera). I. Aphidodea, Livraison 1, I-CLXIV, coll. « Faune de la Russie et des pays limitrophes fondée principalement sur les collectionnes du Musée Zoologique de l'Académie Impériale des Sciences de Petrograd », 1914, p. 1–236, 1–9.